# El Quisco
El Quisco – miasto w Chile, w regionie Valparaíso, w prowincji San Antonio, nad Oceanem Spokojnym.